# Yoloxóchitl
Yoloxóchitl es una localidad del estado mexicano de Guerrero. Es parte del municipio de San Luis Acatlán.

## Toponimia
El nombre «Yoloxóchitl» proviene de los términos en náhuatl: yolotl, corazón; xochitl, flor. Su significado es «Magnolia» o «Flor de corazón».

## Demografía
| Gráfica de evolución demográfica |
|                                  |

| Censo | Población |
| ----- | --------- |
| 1900  | 720       |
| 1910  | 866       |
| 1921  | 611       |
| 1930  | 710       |
| 1940  | 776       |
| 1950  | 980       |
| 1960  | 1 058     |
| 1970  | 1 402     |
| 1980  | 1 781     |
| 1990  | 2 129     |
| 2000  | 2 711     |
| 2010  | 3 191     |
| 2020  | 3 712     |